# Asplanchna intermedia
Asplanchna intermedia is een raderdiertjessoort uit de familie Asplanchnidae. De wetenschappelijke naam van deze soort is voor het eerst geldig gepubliceerd in 1886 door Hudson.